# Kaspar Stangassinger

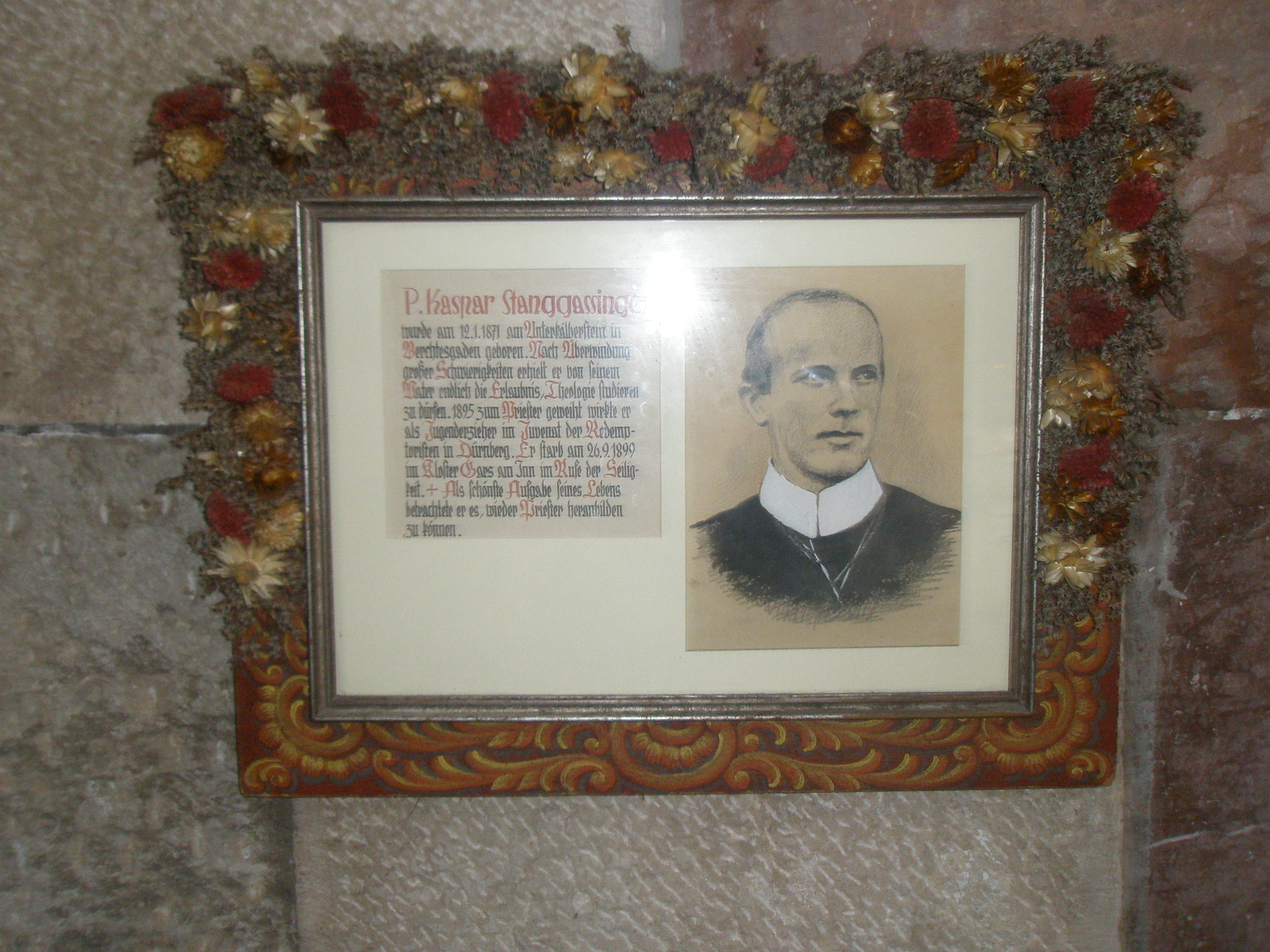
Kaspar Stangassinger

Kaspar Stangassinger (ook: Gaspar Stanggassinger) (Berchtesgaden, 12 januari 1871 - Gars am Inn, 26 september 1899) was een Duits pater, redemptorist en pedagoog. In 1988 werd hij door de Katholieke Kerk zalig verklaard.

## Levensbeschrijving
Kaspar Stangassinger werd als tweede in een gezin met zestien kinderen in Berchtesgaden geboren. Zijn ouders hadden een boerenbedrijf, daarnaast was vader ook een lokaal politicus en bezitter van een steengroeve. 
Op de leeftijd van 10 jaar ging de jonge Kaspar naar het gymnasium in Freising. Reeds als kind had Kaspar de wens om priester te worden en in 1890 startte hij de studie theologie aan het priesterseminarie, eveneens te Freising. Al snel voelde hij zich aangetrokken tot het orde-leven. Tijdens een bezoek aan de redemptoristen werd bij hem het verlangen gewekt om missionaris te worden. Hij brak zijn studie af en trad in 1892 tegen de wil van zijn vader als novice toe tot de destijds in Duitsland verboden congregatie van de redemptoristen te Gars am Inn.   
In het Oostenrijkse Dürrnberg voltooide hij na zijn noviciaat zijn studie theologie. Kaspar Stangassinger ontving in 1895 zijn priesterwijding te Regensburg. Alhoewel de jonge priester graag naar Brazilië wilde als missionaris, werd hij ingezet om de missionarissen te vormen. Hij was adjunct-directeur van een klein seminarie in Dürnnberg. Toen het de redemptoristen weer werd toegestaan in Duitsland actief te zijn, richtte men in het jaar 1899 een nieuw seminarie in Gars op, waar pater Stangassinger directeur werd. Enkele dagen later stierf hij aan een blindedarmontsteking.     
In 1935 werd de procedure tot zaligverklaring ingezet en werden zijn overblijfselen naar de zijkapel van de kerk van Gars bijgezet. Op 24 april 1988 sprak paus Johannes Paulus II hem zalig.
Kaspar Stangassinger was als "heilige van de jonge mensen" een voortreffelijke pedagoog. In tegenstelling tot de destijds gebruikelijke autoritaire stijl was de populaire pater zowel pedagogisch als pastoraal persoonlijk zeer betrokken bij de jeugd, met een open en modern vizier ten aanzien van nieuwe ontwikkelingen in kerk en wereld.